# Lajkó Pál
Lajkó Pál, születési és 1933-ig használt nevén Luftschitz Pál (Budapest, Erzsébetváros, 1898. augusztus 2. – Budapest, 1967. június 28.) röntgenológus, az orvostudományok kandidátusa (1967).

## Élete
Luftschitz Gyula (1851–1904) magántisztviselő, könyvelő és Weiller Róza (1855–1928) fiaként született zsidó családban. 1916-ban a terézvárosi római katolikus plébániahivatal által kiállított keresztlevél alapján kitért a katolikus vallásra.
Középiskolai tanulmányait a Budapesti VI. kerületi Magyar Királyi Állami Főgimnáziumban végezte; az 1915/1916. tanév végén tett érettségit. 1916–1917-ben a Budapesti Tudományegyetem Orvostudományi Karán tanult. 1917–1918-ban az Osztrák–Magyar Monarchia hadseregében szolgált. 1923-ban a Bécsi Egyetemen szerezte meg orvosi oklevelét, melyet 1926-ban a pécsi Erzsébet Tudományegyetemen honosíttatott. 1923–1924-ben a Bécsi Egyetem Röntgenintézetének gyakornoka, 1925 és 1928 között a budapesti Szent István Kórház belgyógyász gyakornoka, 1928 és 1931 között a budapesti Hadirokkant Otthon röntgen-szakorvosa volt. 1932-ben belgyógyászatból, 1935-ben röntgen- és rádiumsugaras eljárásokból szerzett szakorvosi oklevelet. 1935 és 1937 között a budapesti Pázmány Péter Tudományegyetem Röntgen-intézetének díjtalan gyakornoka, 1937-től fizetéstelen tanársegéde, 1941 és 1944 között a MÁV, 1944 és 1949 között a Szövetség utcai Kórház röntgenszakorvosa, 1949 és 1952 között a Kapás utcai SZTK röntgenfőorvosa volt. 1952-től a Testnevelés- és Sportegészségügyi Intézet Röntgenlaboratóriumának főorvosa, helyettes igazgatója volt. Halálát szívizomelhalás okozta.
Felesége Török Sarolta volt, akivel 1946-ban Budapesten kötött házasságot.
A budapesti Farkasréti temetőben helyezték nyugalomra. Sírját felszámolták.

## Művei
- Ortosztatikus röntgen-, Ekg- és vérnyomásvizsgálatok sportolóknál. Kereszty Alfonzzal, Nyikos Annával, Ürményi Angélával. (Testneveléstudomány, 1956)
- Az előlfekvő lepény kór jelzése röntgennel. Salacz Pállal. (Magyar Nőorvosok Lapja, 1957, 2.)
- A mozgató apparátus sportsérüléseinek és sportártalmainak röntgendiagnosztikai vonatkozásai. Kandidátusi értekezés is. (Budapest, 1967)
- Sport és arthrosis. Dóka Józseffel. (Orvosi Hetilap, 1968, 6.)

## Díjai, elismerései
- Érdemes orvos (1958)